# Nomada lepida
Nomada lepida är en biart som beskrevs av Cresson 1863. Nomada lepida ingår i släktet gökbin, och familjen långtungebin. Inga underarter finns listade i Catalogue of Life.